# Martin Brinkmann

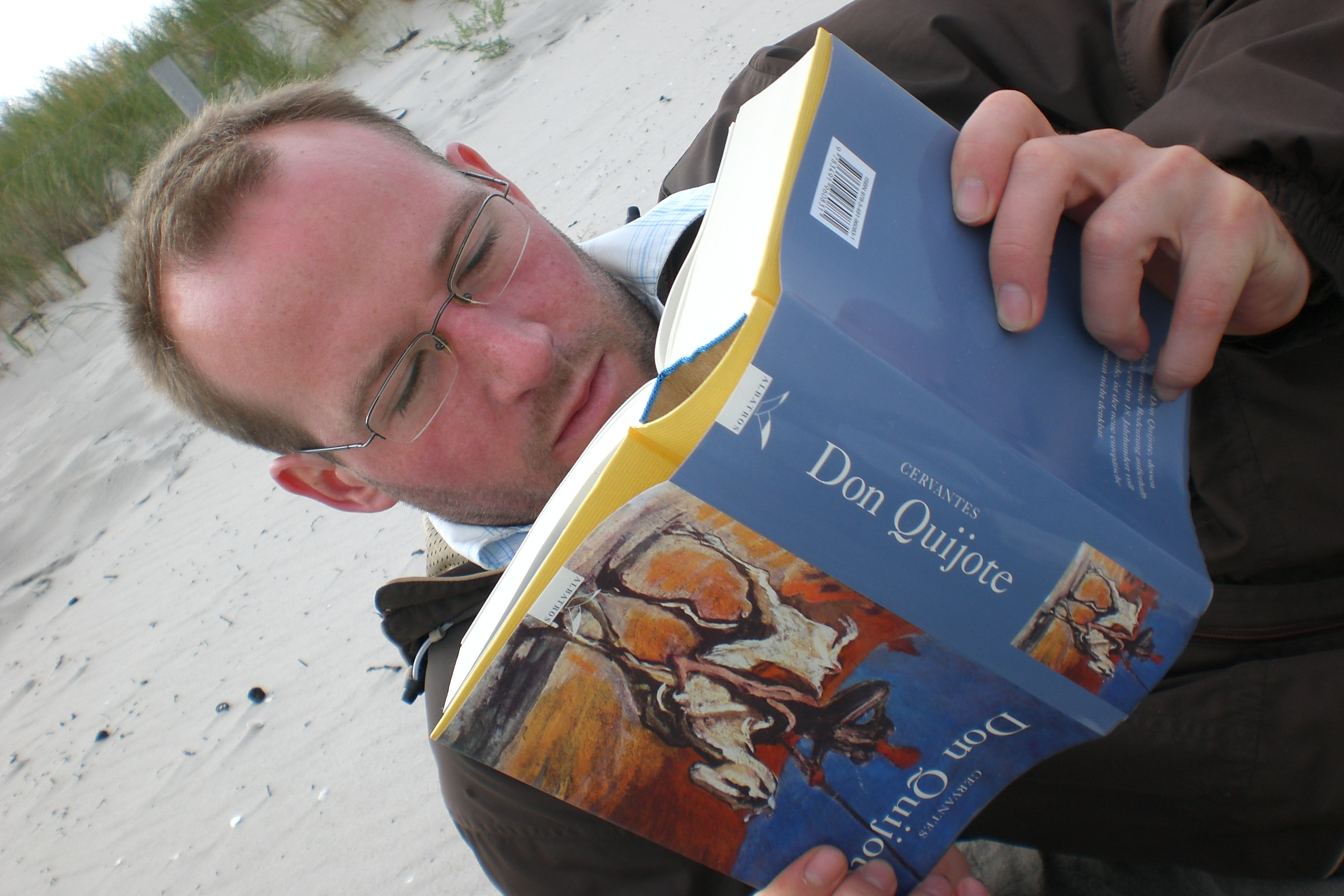
Martin Brinkmann

Martin Brinkmann (* 1976 in Bremerhaven) ist ein deutscher Autor, Kritiker und Herausgeber.

## Biografie
Brinkmann besuchte das Niedersächsische Internatsgymnasium in Bad Bederkesa. Nach dem Abitur studierte er zunächst von 1996 bis 1997 an der Technischen Universität Braunschweig, danach von 1997 bis 2008 an der Universität Bremen Germanistik, Philosophie und Linguistik. Von 2005 bis 2008 hatte er ein Doktorandenstipendium der Universität Bremen. Von 2005 bis 2011 war er als Lehrbeauftragter an der Universität Bremen tätig. 2010 promovierte er mit einer Arbeit über Musik und Melancholie im Werk Heimito von Doderers bei Wolfgang Emmerich zum Dr. phil.
1993 gründete Brinkmann zusammen mit Fabian Reimann in Meckelstedt den Bunte Raben Verlag, der seither die Literaturzeitschrift Krachkultur herausgibt. Zahlreiche Jungautoren veröffentlichten erste Texte in der Krachkultur, wie Henning Ahrens, Anja Utler und Saša Stanišić. Seit 2000 ist er als freier Literaturkritiker und Kulturjournalist tätig. Er hat Rezensionen, Porträts und Interviews u. a. für Financial Times Deutschland, Zeit Online und junge Welt verfasst. Er lebt in Bremen und München. Brinkmann ist seit 2010 auch als Lektor für den Sanssouci Verlag tätig.
Erste Prosa-Texte veröffentlichte Brinkmann in der von Heiner Link herausgegebenen Anthologie Trash-Piloten. Texte für die 1990er Jahre (1997). In einer Besprechung in der Süddeutschen Zeitung hob der Schriftsteller Uwe Timm besonders auch Brinkmanns Beitrag heraus. Die Veröffentlichung seines Romans Heute gehen alle spazieren (2001) spaltete die Kritik. Während die Neue Zürcher Zeitung davon genervt war, dass Christian Krachts Faserland für den Autor offenbar „eine Fährte gespurt“ hätte, „von der er glaubte, ihr folgen zu müssen“, lobte der Rheinische Merkur, dem Autor sei „ein ebenso aufschlussreiches wie amüsantes Protokoll einer Identitätssuche zwischen sympathischer Selbstironie und manischer Melancholie“ geglückt. Zusammen mit Werner Löcher-Lawrence gab Brinkmann als Nächstes die Anthologie 20 unter 30. Junge deutsche Autoren (2002) heraus. Dieselbe Kritik, die schon kurz darauf die Einzeltitel der in 20 unter 30 vertretenen Autoren feierte (vor allem die Bücher von Juli Zeh, Silke Scheuermann, Ricarda Junge, Saša Stanišić, Xaver Bayer, Julia Schoch, Franziska Gerstenberg), stand dieser Packung „unausgebrüteter“ Eier überwiegend skeptisch gegenüber. Zuletzt veröffentlichte Brinkmann vor allem Erzählungen in Zeitungen, Zeitschriften und Anthologien.

## Werke

### Bücher
- Musik und Melancholie im Werk Heimito von Doderers. Böhlau Verlag, Wien, Köln, Weimar 2012.
- Heute gehen alle spazieren. Roman. Deutsche Verlags-Anstalt, Stuttgart, München 2001.
- Weidwundes Trauerspiel. Gedichte. Bunte Raben Verlag, Lintig-Meckelstedt 1996.

### Anthologie- und Zeitschriftenbeiträge
- Wüste Träume. Bericht. In: Lettre International Nr. 99/2012.
- Die Insel, das Unglück, Christoph und ich. Erzählung. In: Am Erker – Zeitschrift für Literatur. Nr. 62/2011.
- Der Fotzen-Tick. Erzählung. In: Hamburger Ziegel. Nr. 11. Jahrbuch für Literatur 2008/2009. Hrsg. von Wolfgang Schömel u. a. Dölling und Galitz, Hamburg 2008.
- Weiße Mäuse. Erzählung. In: Sex ist eigentlich nicht so mein Ding. Hrsg. von Tina Uebel und Friederike Moldenhauer. Eichborn, Frankfurt am Main 2007.
- Zamioculcas zamiifolia. Erzählung. In: Grüne Liebe, Grünes Gift. 13 Geschichten und ein Gedicht über die Wildnis der Zimmerpflanze. Hrsg. von Hanne Kulessa. Heinrich & Hahn, Frankfurt am Main 2006.
- Das letzte Bier des Nosferatu. Erzählung. In: Salz – Zeitschrift für Literatur. Nr. 121/2005.
- Das Tagebuch. Erzählung. In: Männer kennen keinen Schmerz. Geschichten über die Eifersucht. Hrsg. von Saskia Heintz. Hanser, München 2003.

### Übersetzungen
- James Sallis: Fahren. Aus dem Amerikanischen. In: Krachkultur 15/2013, S. 37–42.
- Yanko Tsvetkov: Atlas der Vorurteile. Aus dem Englischen zusammen u. a. mit Christophe Fricker. Knesebeck Verlag, München 2013.
- H. P. Lovecraft: Nietzscheanismus und Realismus. Aus dem Amerikanischen zusammen mit Daniel Dubbe und Wolfgang Schömel. In: Krachkultur. 12/2008, S. 14–20.
- Stewart O’Nan: Die verlorene Welt des Richard Yates. Wie der große Schriftsteller des Zeitalters der Angst aus dem Buchhandel verschwand. Aus dem Englischen zusammen mit Wolfgang Schömel. In: Krachkultur. 10/2004, S. 25–71.

### Herausgeberschaften
- 20 unter 30. Junge deutsche Autoren. Hrsg. zusammen mit Werner Löcher-Lawrence. Deutsche Verlags-Anstalt, München 2002.
- Krachkultur. Hrsg. zusammen mit Fabian Reimann. Lintig-Meckelstedt 1993 ff. (inzwischen 15 Bände).

### Editionen
- Heimito von Doderer: Seraphica – Montefal. Zwei Erzählungen aus dem Nachlaß. Ediert zusammen mit Gerald Sommer. Mit einem Nachwort von Martin Brinkmann. Beck, München 2009.
- Thomas Kling: Die Baader-Briefe. Ediert zusammen mit Fabian Reimann. In: Krachkultur. 12/2008, S. 122–126.
- Heimito von Doderer: Chronique Scandaleuse oder René und die dicken Damen. Ediert zusammen mit Gerald Sommer. In: Krachkultur. 11/2007, S. 94–112.
- Heimito von Doderer: Studien und Extremas. Aus den Skizzenbüchern der Jahre 1923-1939. Ediert zusammen mit Gerald Sommer. In: Sinn und Form. 58, H. 6, 2006, S. 765–781.

## Auszeichnungen
- Spreewald-Literatur-Stipendium, Hotel zur Bleiche, Burg (Spreewald) 2011
- Stipendium der Österreichischen Gesellschaft für Literatur (Wien) 2006
- Doktorandenstipendium der Universität Bremen 2005–2008
- Bremer Autorenstipendium 2005
- Stipendium im Künstlerhaus Lauenburg, Elbe 2004
- Artist-in-Residence-Stipendium, Hotel Laudinella, St. Moritz, Sommer 2003
- Arbeitsstipendium des Landes Niedersachsen 2001